# Judy Greer
Judith Therese Evans (sinh ngày 20 tháng 7 năm 1975), nghệ danh: Judy Greer, là một diễn viên, người mẫu và tác giả người Mỹ.

## Giải thưởng và đề cử
| Năm  | Giải thưởng                        | Hạng mục                                              | Đối tượng đề cử | Kết quả   | Chú thích |
| ---- | ---------------------------------- | ----------------------------------------------------- | --------------- | --------- | --------- |
| 2004 | Teen Choice Awards                 | Choice Movie Villain                                  | 13 Going on 30  | Đề cử     | [ 4 ]     |
| 2011 | Gotham Awards                      | Best Ensemble                                         | The Descendants | Đề cử     | [ 5 ]     |
| 2011 | Satellite Awards                   | Best Actress in a Supporting Role                     | The Descendants | Đề cử     | [ 6 ]     |
| 2011 | Denver Film Critics Society        | Best Supporting Actress                               | The Descendants | Đề cử     |           |
| 2011 | Denver Film Festival               | John Cassavetes Award                                 | —               | Đoạt giải | [ 7 ]     |
| 2012 | Screen Actors Guild                | Outstanding Performance by a Cast in a Motion Picture | The Descendants | Đề cử     |           |
| 2012 | Annie Awards                       | Voice Acting in a Television Production               | Archer          | Đề cử     |           |
| 2012 | Broadcast Film Critics Association | Best Acting Ensemble                                  | The Descendants | Đề cử     |           |